# Soulja Girl
Soulja Girl è il secondo singolo del rapper statunitense Soulja Boy, estratto dall'album di debutto Souljaboytellem.com. La traccia, è stata prodotta da Los Vegaz e Mr. Collipark e vi ha partecipato il gruppo R&B I-15.
Il testo della canzone è stato scritto dagli stessi Soulja Boy e Mr. Collipark, più da C. Thorton.
Soulja Girl ha raggiunto la posizione numero 32 nella Billboard Hot 100, la numero 13 nella Hot R&B/Hip-Hop Songs e la numero 6 nella Hot Rap Tracks. In Canada e in Nuova Zelanda ha raggiunto rispettivamente le posizioni numero 75 e numero 10.

## Videoclip
La prima delle due scene iniziali del videoclip, ha come ambientazione l'appartamento di una ragazza la quale, dal suo computer portatile, è collegata al sito ufficiale di Soulja Boy e sta guardando il video della canzone. Nella seconda scena, il rapper nello stesso momento è in un locale dove sta giocando ad alcuni videogiochi. La scena successiva si svolge in un centro commerciale, dove Soulja Boy sta camminando insieme ad alcuni suoi amici. Improvvisamente, è letteralmente travolto dalle sue fans e, dopo una breve performance di danza, viene nuovamente assediato.

## Classifiche
| Classifica (2007-2008)                 | Posizione più alta |
| -------------------------------------- | ------------------ |
| U.S. Hot 100 (Billboard)               | 32                 |
| U.S. Hot R&B/Hip-Hop Songs (Billboard) | 13                 |
| U.S. Hot Rap Tracks (Billboard)        | 6                  |
| U.S. Pop 100 (Billboard)               | 45                 |
| U.S. Hot Digital Songs (Billboard)     | 34                 |
| U.S. Hot Ringtones (Billboard)         | 9                  |
| Canada (Billboard Canadian Hot 100)    | 75                 |
| Nuova Zelanda (RIANZ)                  | 10                 |